# 田辺尚雄
田辺 尚雄（たなべ ひさお、1883年8月16日 - 1984年3月5日）は、日本の音楽学者、文化功労者。日本で初めて東洋音楽概説をまとめた。

## 経歴
1883年、東京府生まれ、東京帝国大学（現 東京大学）理学部物理学科卒。フランス人宣教師のノエル・ペリから作曲・音楽理論を学び、大学院で音響心理学を専攻する。
1920年より正倉院および宮内省（現 宮内庁）の楽器研究、東洋音楽研究に従事し、1929年に帝国学士院賞受賞。東京帝国大学、東京音楽学校で教鞭をとり、1936年東洋音楽学会を設立。戦後は武蔵野音楽大学教授に就任。多くの著書があり、啓蒙活動に功績があった。田辺禎一名義の艶笑随筆もある。1983年より音楽学の業績に対して田辺尚雄賞が授与されている。

## 受賞・栄典
- 1981年：文化功労者。

## 家族・親族
- 長男：田辺秀雄は音楽評論家。

## 発明・発案
- 1921年か1922年頃に「玲琴」（れいきん）という胡弓の一種である楽器を発明した。それまでの日本の胡弓は高音しか出せなかったため、「深みのある音を」ということで考え出した。
  - 新日本音楽のために考案された。
  - 木製で縦長の台形の胴（表はマツ、裏はカエデ、ときにキリ）に三味線の棹を1本立てて、これに金属製または羊腸製の絃を3本張り、これをヴァイオリン用の弓で擦って演奏する。
  - 胴の表板には響孔が左右に2個ある。
  - 駒はヴァイオリン用のものが代用される。
  - 小、中および大の3種があり、小はヴァイオリンに、中はヴィオラに、大はチェロにそれぞれ相当する。
  - 持ち方と演奏法は、ヴァイオリンと同様である。
  - 中および大は座して、または椅子に腰掛けて、玲琴を立てて演奏する。
  - 椅子に腰掛ける場合は、胴の下部に長い棒を挿入して、チェロと同様の姿勢で演奏する。
  - 調絃は、三味線と同様で、本調子、二上がり、三下がりまたは一下がり。
  - 音色は田辺によれば東洋風のさびがあり、尺八および箏との合奏に適するという。
  - 田辺によって考案され、見砂知暲によって製作された。
  - 「玲琴」の命名者は田中正平である。
- 家庭踊なる踊りを発案し、踊り＝芸妓＝悪所での遊びの連関から踊りを開放した。皇族なども踊ったという。

## 著書
- 『西洋音樂案内 一名・通俗楽理一斑』金港堂, 1906
- 『音響と音樂』弘道館 1908
- 『懐中用新式對數表』内田老鶴圃, 1909
- 『実用大物理学講義 第1巻』内田老鶴圃, 1911
- 『物理學通解』元元堂, 1912
- 『西洋音樂史大要』十字屋樂器店, 1914
- 『最新物理學要義』宝永館, 1914
- 『通俗西洋音樂講話』岩波書店, 1915
- 『最近科學上より見たる音樂の原理』内田老鶴圃, 1916
- 『音樂通論』趣味普及會, 1918
- 『日本音樂講話』岩波書店, 1919／講談社学術文庫, 1984
- 『女の美容と舞踊』内田老鶴圃, 1919
- 『雅樂通解』古曲保存会, 1921
- 『家庭踊解説』音樂と蓄音機社(音樂と蓄音機叢書 第1編)　1922
- 『家庭に必要な蓄音機の知識』文化生活研究會, 1922
- 『家庭音樂講話』啓文社書店, 1922
- 『文明史上より見たる世界の音樂』警醒社(市民自由大學講座)　1922
- 『音樂に必要な音の知識』文化生活研究會 1923
- 『素人にわかる樂譜の知識』主婦之友社, 1923
- 『第一音楽紀行』文化生活研究會　1923
- 『現代人の生活と音樂』文化生活研究會, 1924
- 『音樂概論』京文社 1925
- 『家庭で味ふべきレコード名曲解説』文化生活研究會, 1925
- 『近世音樂概論』堰東教育會(島田夏期講座筆録)　1925
- 『日本音樂の研究』京文社 1926
- 『こどもの音楽 樂聖の逸話と名曲の味ひ方』文化生活研究會(母性読本)　1926
- 『島國の唄と踊』磯部甲陽堂(日本民俗叢書)　1927
- 『江戸時代之音樂』近世日本文化史研究會(江戸時代文化史叢書)　1928
- 『東洋音樂論』春秋社 1929
- 『西洋音樂の聴方』帝國教育會出版部 1929
- 『日本音樂通』四六書院(通叢書)　1930
- 『東洋音樂史』東洋史講座・第13巻 雄山閣 1930／平凡社東洋文庫 2014。植村幸生校注
- 『蓄音機とレコードの撰び方・聴き方』先進社　1931
- 『音樂理論』共立社書店(輓近物理學叢書)　1931
- 『日本音樂史 東洋藝術講座 第2』雄山閣 1932
- 『邦樂研究者のために』先進社 1932
- 『音響学』音樂楽講座第12篇 學藝社　1934
- 『音樂原論』春秋社 1935
- 『レコード名曲の解説』淡海堂 1936
- 『名曲詳解』人文書院, 1937
- 『日本精神と音樂』國民精神作興叢書 文部省社會教育局 青年教育普及會 1938
- 『日本文化と音樂舞踊』新更會刊行部 1938
- 『歌劇名曲詳解』人文書院 1939
- 『日本音樂概説』河出書房(學生文庫) 1940
- 『東洋音樂の印象』人文書院 1941
- 『大東亞の音樂』協和書房 1943
- 『神祇と音樂』神祇院 1944
- 『日本の音楽』中文館書店 1947
- 『日本音楽の在り方』京都印書館 1947
- 『笛 その芸術と科学』わんや書店 1947
- 『名曲詳解 第1巻』田辺秀雄共著 人文書院 1949
- 『音楽美の世界 音楽を愛する人々の教養』日本教文社 1951
- 『日本音楽概論』音楽之友社 1951
- 『音楽音響学』音楽之友社 1951
- 『音楽粋史』正続　日本出版協同 1953
- 『音楽の美舞踊の粋』明玄書房, 1954
- 『音楽芸術学』明玄書房 1954
- 『音楽美の鑑賞』日本教文社・教文新書 1955
- 『艶筆のあと』　美和書院 1956
- 『朝風呂の味 粋人酔筆田辺禎一集』住吉書店 1956
- 『楽器 古今東西』ダヴィッド社 1958
- 『三味線音楽史』創思社 1963
- 『日本の楽器 日本楽器事典』創思社出版 1964
- 『明治音楽物語』青蛙房「青蛙選書」 1965
- 『中国・朝鮮音楽調査紀行』音楽之友社 1970
- 『邦楽用語辞典』東京堂出版 1975
- 『音の響き 随筆集』明玄書房 1981
- 『田辺尚雄自叙伝 明治篇』邦楽社 1981
- 『田辺尚雄自叙伝 続 大正・昭和篇』邦楽社 1982

### 翻訳
- カール・エンゲル『文明史より見たる世界の楽器』世界文庫刊行会　1924

### 記念論集
- 『東亜音楽論叢』田辺先生還暦記念論文集刊行会 三一書房 1943

### 評伝
- 鈴木聖子『〈雅楽〉の誕生　田辺尚雄が見た大東亜の響き』春秋社 2019